# Народно творчество
Народно творчество или фолклор (от английски: folk – народ, lore – мъдрост) е събирателно понятие за литературни и музикални и други произведения (разкази, легенди, гатанки, поговорки, суеверия, песни, танци, обреди, обичаи), характерни за определен етнос и с неизвестен или неуточнен (анонимен) автор. Всъщност е налице съавторство (съвместно авторство/общо авторство) и предаване и постепенно развиване през поколенията, при което авторството се приписва като цяло „на народа“. Обикновено произведенията се разпространяват устно, като разказвачите ги наизустяват или преразказват по памет и лична преценка, но с възникването на идеята за националните ценности започват да се записват, а и издават, като част от националното (литературно) наследство. 
Терминът фолклор (придобил популярност в България през втората половина на XX век) е неологизъм, измислен през 1846 г. от английския фолклорист Уилям Томс, с който се заменя предходното английски понятие popular antiquities, което е прието в българската фолклористика да се превежда като „популярни старини“, макар да съответства на българския термин „народни обичаи“.

## Фолклористика
Изследователите в областта на фолклора се наричат фолклористи, а академичната им дисциплина се нарича фолклористика. Фолклористите работят често съвместно с културолози, етнографи, етнолози, социолози, лингвисти и историци поради интердисциплинарния характер на изследванията на народното творчество. 
Концепцията за фолклора се развива като част от идеологията на романтичния национализъм от ХIХ век, който първоначално клони към това да впрегне народната култура в услуга на собствените си цели. Първи Йохан Готфрид фон Хердер препоръчва записването и запазването на фолклора, за да се документира автентичният дух, традиция и идентичност на германския народ. Братята немци Вилхелм и Якоб Грим са сред пионерите в това начинание (т.е. сред първите заели се с него) – събират устно предавани германски приказки и публикуват първа подборка под заглавието „Детски и битови разкази“ (Kinder- und Hausmarch) през 1812 г. С подобно начинание е известен и френският писател Шарл Перо, творил през XVI-XVII век, а Жан дьо Лафонтен - с усилията си да възроди древните басни. 
През ХХ век записването на фолклора става често занимание на етнографите. Фолклористиката като академична дисциплина търпи силно развитие през ХХ и ХХІ век в Европа, Азия и по целия свят.

## Традиционен фолклор
Фолклорът може да бъде религиозно-митологичен по естеството си, като разказите в уелския Мабиногион или тези съдържащи се в исландската скалдическа поезия и други произведения, засягащи скандинавските богове и герои, като Один и Зигфрид. В Златната легенда (агиографски сборник на Яков Ворагински) също се намират множество текстове с фолклорен характер, произхождащи от християнските апокрифи и легенди, от този тип са и много истории за популярни светии, като свети Георги и свети Христофор. Основното разграничение в този смисъл идва от пречупването на религиозното съдържание през призмата на неканоничното и стародавното. Той често обединява практичното (свързано с опознаването и евентуалното оползотворяване на - или предпазване от - текущата действителност) и езотеричното по забавен начин и увлекателен начин. Въз основа на това към фолклора понякога се причисляват и старинните религиозни представи, например - гръко-римската митология се е възприемала в някои епохи от християните по този начин. Същото повече или по-малко основателно свързване между мит и фолклор може да се прокара относно всички фигуративни разкази, които не кореспондират с доминиращата социокултурна структура на убеждение (идеология или философия). От друга страна религиозните или митичните елементи съвсем не са задължителни, нито е нужно да изпъкват. Всъщност фолклорът типично се обвързва по-скоро със светските (секуларни) традиции на всекидневния живот. Фолклорът, а особено - приказките, често изобилства от фантастични и магически компоненти и е обвързан с анимистични представи и широка употреба на олицетворения и алегории, но главното остават поучителността и емоционалното въздействие на разказа, т.е. винаги се предполага, че ще има послание, обърнато към психиката и психичното (морално-етична или житейско-нравствена поука), а разказът може да бъде нужно да се осмисли като притча.

## Съвременен фолклор
Съвременната художествена литература, литературна теория и литературна критика дължат голяма част от своите корени и художествено-композиционни похвати на първообразите им в националния фолклор на страните по света, като универсалните сюжетни линии понякога се приписват на т.нар. мономит. Тези общи практики и мотиви намират своя път и в масовата (популярна) култура чрез неизменното им включване в изкуствата и продуктите на развлекателната и туристическо-търговска индустрии (напр. във филми, радио пиеси, списания, вестници, комикси, електронни компютърни и видео игри, (печатни и Интернет) книги и блогове, и много други). Последните от своя страна дават началото на нови сложни тропи (фигури на речта), както и нови нови начини за тяхната категоризация, терминология и тълкуване/интерпретация, които са творение на постмодерната епоха.
Съвременният фолклор на Западната цивилизация (общество и култура), който срещаме днес, е идентифициран от някои учени като смес от градски легенди, теория/и за/на конспирацията/ите, псевдонаука, спекулативна социокултурна критика, експериментални философии и много други.